# Theodor Burgarth
Nicolaus Johann Theodor Burgarth, beim Film meist als Theodor Burghardt firmierend, (* 5. Januar 1863 in Hamburg, Deutscher Bund; † 20. Mai 1948 ebenda) war ein deutscher Theater- und Stummfilmschauspieler.

## Leben und Wirken

### Am Theater
Burgarth ist seit den ausgehenden 1880er Jahren als Theaterschauspieler – anfängliches Rollenfach: jugendlicher Held und Liebhaber – nachweisbar. Zu seinen frühen Bühnenstationen zählen die Stadttheater von Krefeld, Kiel und Stettin, ehe er 1894 erstmals in die USA reiste, um dort ein Engagement am Deutschen Theater Chicago-Milwaukee anzutreten. Nach nur einer Spielzeit kehrte Burgarth nach Europa zurück und wechselte ans Theater nach Prag. Hier debütierte er im September 1895 mit dem Mortimer in Friedrich Schillers Maria Stuart. Eine Saison darauf ging Burgarth an die deutschsprachige Bühne im damals russischen Riga. Nach drei Spielzeiten kehrte Theodor Burgarth kurz vor dem Jahrhundertwechsel in die Vereinigten Staaten zurück und trat am Resemann’s Ensemble in New York auf. Im Jahre 1900 kam der gebürtige Hamburger wieder heim nach Deutschland und ließ sich erstmals in Berlin nieder, um einer Verpflichtung an der kleinen Secessionsbühne nachzukommen.
Es folgte ein mehrjähriges Engagement ans Breslauer Stadttheater (1901–1904), ehe Burgarth 1904 an die Vereinigten Deutschen Theater nach Chicago zurückkehrte. Dort blieb er bis 1906. Wieder in Berlin, trat Theodor Burgarth an dem von Victor Barnowsky geleiteten Kleinen Theater auf und spielte dort an der Seite nachmals bekannter Kollegen wie Alfred Abel, Ilka Grüning und Adolf Edgar Licho. In der Folgesaison 1907/08 verschlug es ihn an das von Alfred Halm geleitete Neue Schauspielhaus. Hier konnte man ihn an der Seite von renommierten Kollegen wie Ernst Arndt, Erich Kaiser-Titz, Harry Walden und Gertrud Arnold sehen. 1908 wurde Theodor Burgarth mit der Leitung des deutschsprachigen Irving-Place-Theatre in New York betraut. Mit dem Kollegen Josef Stein führte er dort auch die Oberregie. Ebenfalls in der Stadt am Hudson nahm Theodor Burgarth 1910 Greta Klein zu seiner Ehefrau. 1912 kehrte er endgültig nach Berlin zurück und ließ sich in Charlottenburg nieder. Burgarth nahm fortan kein Festengagement mehr an, sondern betätigte sich am Theater nur noch als gastierender Künstler.

### Beim Film
Zeitgleich mit seiner Rückkehr in die deutsche Reichshauptstadt trat Theodor Burgarth auch vor die Kamera und begann intensiv zu filmen. Als Partner früher weiblicher Stummfilmstars wie Eva Speyer, Sabine Impekoven und Mia May spielte er, oftmals unter dem leicht veränderten Namen Theodor Burghardt, in Hauptrollen arrivierte Herren aller Arten, wie beispielsweise den titelgebenden Eichmeister in dem Melodram Die Töchter des Eichmeisters, den Ingenieur Berger in Joe Mays Die Sünde der Helga Arndt, einen Künstler in Ernst Reichers Rätselstummfilm Das Werk, den Professor Johannes Wegscheid in Mays Frühwerk Entsagungen, den einen verzwickten Fall lösenden Detektiv Holmes in dem phantastischen Kriminaldrama William Voss und den Prokuristen Guy Walser in Joe Mays Drama Ein Ausgestoßener, 1. Teil, eine schauspielerische Leistung, die von der Kritik besonders gewürdigt wurde. Dieser Film war derart erfolgreich, dass Burgarth zwei Jahre später den Walser auch in einer Fortsetzung, Der ewige Friede. Ein Ausgestoßener, 2. Teil, verkörperte.
Nach Ende des Ersten Weltkriegs wurden Burghardts / Burgarths Rollen immer kleiner, eine nicht ganz unbedeutende Nebenrolle erhielt er immerhin Anfang der 1920er Jahre mit dem Heerführer Oberst von Möllendorf in dem ausladenden Fridericus Rex-Vierteiler mit Otto Gebühr in der Titelrolle. Mit dem nicht minder patriotischen, antinapoleonischen Freiheits- und Historiendrama Lützows wilde verwegene Jagd verabschiedete sich der mittlerweile 64-jährige Künstler 1927 endgültig von der Leinwand. Seinen Lebensabend verbrachte Theodor Burgarth in seiner Heimatstadt Hamburg, wo er 85-jährig verstarb.

## Filmografie
- 1912: Um fremde Schuld
- 1913: Das Werk
- 1913: Entsagungen
- 1913: Wie die Blätter …
- 1913: Nach dem Tode
- 1913: Ein Ausgestoßener, 1. Teil
- 1914: Die Statue
- 1915: Der ewige Friede. Ein Ausgestoßener, 2. Teil
- 1915: William Voss
- 1916: Die Sünde der Helga Arndt
- 1916: Der Lautenmacher von Mittenwald
- 1916: Die Töchter des Eichmeisters
- 1918: Das Geheimnis der Cecilienhütte
- 1918: Reichsgräfin Gisela
- 1918: Die Bettelgräfin
- 1919: Retter der Menschheit
- 1919: Wie das Schicksal spielt
- 1919: Der Tänzer (2 Teile)
- 1919: Erste Liebe
- 1919: Der Bastard
- 1920: Der Schieberkönig
- 1920: Das Frauenhaus von Brescia
- 1921: Zuchthaus
- 1921: Das Handicap der Liebe
- 1921–22: Fridericus Rex
- 1923: Das Haus ohne Lachen
- 1927: Lützows wilde verwegene Jagd